# Tomah
Testo piccolo
Tomah è un comune degli Stati Uniti d'America, situato nello Stato del Wisconsin, nella contea di Monroe.
La sua popolazione era di 9570 al censimento del 2020. La città è confinante con la città di La Grange.